# Mica sirenă (film din 1989)
Mica sirenă (engleză The Little Mermaid) este un film muzical de animație american din 1989, produs de Walt Disney Feature Animation și bazat pe povestea cu același nume de Hans Christian Andersen. Jodi Benson interpretează personajul principal, o sirenă ce-și dorește să devină om, fiind fascinată de lumea acestora. Îndrăgostindu-se mai târziu de un om, aceasta își oferă vocea pentru a deveni pământeană pentru trei zile, timp în care trebuia să-l facă să se îndrăgostească de ea sau avea să devină proprietatea vrăjitoarei mării, Ursula (Pat Carroll).Scris,regizat și produs de Ron Clements și John Musker, pe muzica lui Alan Menken și Howard Ashman (care este de asemenea și co-producător), filmul are o distribuție impresionantă din care fac parte Jodi Benson, Christopher Daniel Barnes, Pat Carroll, Samuel E. Wright, Jason Marin, Kenneth Mars, Buddy Hacket, și  Rene Auberjonois.
Distribuit de Walt Disney Pictures, filmul a fost original lansat în cinematografe pe 14 noiembrie 1989, fiind al 28-lea film animat Disney, și primul dintr-o serie de filme de succes realizate de companie, după ce nu mai înregistraseră succes la box office din 1977 ,adunând 84 milioane de $ din weekend-ul premierei și 211 milioane de $ ,suma brută pe tot timpul de funcționare.
După succesul din 1988 al filmului Disney Who Framed Roger Rabbit, Mica Sirenă capătă credit pentru a readuce viața din nou în arta filmelor de lung-metraj Disney, după un șir dezamăgitor de critici și eșecuri comerciale produse de Disney, care datează înainte de anii 70'. Această perioadă de glorie ce a început cu Mica sirenă este numită Renașterea Disney. "Mica Sirenă" nu este doar o operă cinematografică irefutabilă, atât pentru cei mici cât și pentru cei mari, ci și un moment important în istoria filmului de animație. În primul rând marcheaza o revenire la formatul care consacrase productiile Disney intre 1930-1960: îmbinarea intre o poveste frumoasa, animațiile de calitate și o coloană sonoră pe măsură.
O readaptare după celebra peliculă sub formă musical, împreună cu cartea scrisă de Doug Wright și cântecele adiționale aduse în atenție publicului de Alan Menken și noul textier Glenn Slater s-a deschis în Denver în iulie 2007, culminând astfel cu reprezentația pe Broadway în 10 ianuarie, 2008. Interpretarea actorilor a fost lăudată de critici, dar scenografia și costumele au fost aspru criticate.

## Acțiune
Ariel este o tânără și încăpățânată sirenă, plictisită și nemulțumită de viața pe care o duce în mare. Ignorând avertismentul dat de tatăl său, Regele Triton, Ariel și cel mai bun prieten al ei, un pește pe nume Flounder obișnuiesc adesea să iasă din valuri și să ajungă la suprafața oceanului, încercând să descopere lumea oamenilor. Acolo, cu ajutorul unui pescăruș numit Scuttle reușesc să facă rost de mai multe obiecte ieșite din mâna oamenilor, care o fac pe Ariel tot mai curioasă, mica sirenă privind cu nostalgie și tristețe misterul lumii de pe țărm. Chiar dacă știe că legăturile dintre oameni și cei ca ea sunt strict interzise, Ariel începe să își dorească tot mai mult să ajungă pe uscat. Îngrijorat de comportamentul fiicei, regele îl trimite pe muzicianul curții, crabul Sebastian, să o supravegheze. Sebastian descoperă că Ariel ascunsese toate obiectele strânse intr-o grotă secretă, aflată în adâncurile apelor, dar se decide să nu îi spună și regelui. Fără ca ceilalți să știe, totul este observat și de Ursula, vrăjitoarea măriilor, care de mult timp spera să se poată răzbuna pe Triton, care o alungase din împărăție. Iar Ariel pare pentru Ursula victima perfectă.

Afișul original în limba engleză a filmului

Într-o noapte, Ariel și Flounder ies din nou la suprafață pentru a vedea focurile de artificii organizate cu ocazia aniversării prințului Eric. Cum petrecerea se termină mult mai repede din cauza unei violente furtuni, iar corabia pe care se afla prințul se scufundă, Ariel ajunge să îl salveze pe frumosul Eric. Sirena dispare înainte ca prințul să se trezească, dar Eric își aduce aminte ca prin vis de cântecul minunat al micuței Ariel. Îndrăgostită, sirena colindă prin imensul palat de sub ape, încercând să își amintească toate detaliile legate de prinț.Când regele află că fiica sa e îndrăgostită de un om, într-un exces de furie distruge grota în care sirena ascunsese toate obiectele omenești. Ursula se decide că este momentul să profite, așa că îi trimite pe cei doi țipari credincioși, Flotsam și Jetsam să o aducă pe Ariel la ea.
Ursula îi promite sirenei că o va transforma în om pentru trei zile. Dacă după acest interval Ariel va decide că vrea să rămână om și să fie împreună cu Eric, nu trebuie decât să îi dea acestuia "sărutul iubirii adevărate". Altfel se va transforma din nou în sirenă la apusul celei de a treia zi. Dar dacă acest lucru se va întâmpla sufletul micii sirene va fi luat de Ursula, iar Ariel va deveni doar o umbră, sclavă a maleficei vrăjitoare. Cum nu și-l poate scoate din minte pe Eric, Ariel acceptă înțelegerea compromițătoare. După cum s-au înțeles, Ursula îi dă o poțiune care o va schimba în om. În schimb îi cere ca plată vocea lui Ariel, știind că prințul nu a văzut-o niciodată, cunoscându-i doar frumosul cântec. Ariel ajunge pe mal, de această dată metamorfozată într-o tânără, și ia prima sa gură de aer proaspăt, într-una dintre cele mai emoționante scene realizate de compania Disney. Eric o găsește, fără să știe cine este și ce a făcut Ariel pentru el, iar fosta sirenă nu îi poate spune, pentru că nu mai poate vorbi. În timp ce Ariel se bucura de viața în palatul lui Eric, petrecându-și timpul cu acesta, prietenii ei din mare fac tot posibilul pentru ca cei doi să se sarute, în timp ce malefica Ursula încearcă din răsputeri să îi impiedice, pentru ca sufletul lui Ariel sa fie doar al său.
Transformându-se într-o frumoasă fată pe nume Vanessa, Ursula iese pe malul oceanului, cântând la fel ca Ariel (doar avea vocea acesteia, pe care o ținea ascunsă într-o scoică magică, pe care o purta ca medalion). Ursula face chiar mai mult, vrăindu-l pe Eric și punând la punct detaliile unei impresionante nunți, spre furia mută a lui Ariel. Ceremonia ar fi trebuit să aibă loc la apusul soarelui, chiar în clipa în care pactul dintre Ariel și Ursula se rupea. 
Sebastian aleargă să îl anunțe pe rege, in timp ce restul prietenilor lui Ariel, inclusiv câinele lui Eric fac tot ce le stă în putere pentru a opri nunta. Metoda : aceștia cheamă toata animalele de pe uscat și din mare pentru a-i distrage pe participanții la ceremonie. După o scurtă lupta, animalele reușesc să smulgă și să spargă scoica fermecată, iar Ariel își redobândește vocea minunată. Înțelegând că aceasta este adevărata sa salvatoare, Eric o sărută, dar este prea târziu, căci soarele deja apusese. Ariel se transformă din nou în sirenă iar Vanessa devine din nou vrăjitoarea cea rea, care o ia pe Ariel și se scufundă în mare. Aflând întreaga poveste regele Triton o ajunge din urmă pe Ursula și încearcă fără succes să anuleze înțelegerea dintre cele două. Abia când Triton îi oferă vrăjitoarei sufletul său în schimbul celui al fiicei sale, Ursula acceptă, sigură ca astfel va deveni regina întunecată a oceanului. Triton este transformat într-un neputincios coral, sacrificându-și viața pentru fiica sa, iar Ariel scapă. Ursula se proclamă noua regină, dar Ariel i se împotrivește, și dupa o luptă în care sirena este ajutată de prințul Eric, răul este definitiv învins, iar vrăjitoarea măriilor, ucisă, pe vecie.
Când întregul regat se bucură de revenirea regelui Triton, acesta înțelege cât de mare este iubirea dintre Ariel și Eric. În fața nefericirii fiicei sale, Triton se decide să îi îndeplinească dorința și o transformă în om. Nunta fastuoasă, la care participă atât oamenii, cât și tritonii sau sirenele, este un final fericit, Eric și Ariel, rămânând veșnic împreună, spre bucuria tuturor, ea, legată cu sufletul de vocea mării, iar el, veșnic legat de pământul pe care calcă.

## Distribuție
- Jodi Benson - Prințesa Ariel , fiica cea mică a regelui Triton și a reginei Athena, stăpânii regatului oceanic Atlantica, o fire rebelă, și cea care îndrăznește să viseze la viața de pe uscat, îndrăgostindu-se de Eric:

Benson, care era la momentul când a fost aleasă, o actriță de teatru, a fost alegerea regizorilor pentru că ei simțeau că "era crucial să avem aceeași personă pentru părțile vorbite și partiturile muzicale". Co-directorul Ron Clements a declarat că vocea lui Benson are "acea dulceață" și "tinerețe", care este unică. Acela a fost un moment important pentru cariera sopranei de pe Broadway, care a devenit "un star de o noapte", după cum afirmă chiar ea, fiind mereu solicitată pentru a cânta melodie "Part of Your World", cea mai cunoscută melodie din film.
Benson de asemenea este vocea Vanessei, alter-ego-ul său uman, întruchipat de Ursula
- Christopher Daniel Barnes - Prințul Eric, marinar de profesie,este prințul salvat de Ariel, atunci când din cauza unei furtuni năprasnice fost cât pe ce să se înece în mare
- Pat Carroll - Ursula,vrăjitoarea mării , și cea care o va sabota pe Ariel în dorința acesteia de a fi cu Prințul Eric.
- Samuel E. Wright -Sebastian,(pe numele complet Horatio Thelonious Ignacious Crustaceous Sebastian)[15] este un crab roșu, servitor al regelui Triton.
- Jason Marin - Flounder,este prietenul la nevoie, și cel mai bun amic al lui Ariel, ce deși pare fricos, nu va ezita să o salveze pe Ariel ori decât ori e nevoie.
- Kenneth Mars - Regele Triton, este Regele regatului Atlanticii tatăl lui Ariel, aceasta posedă un trident, sursă nelimitată de putere.
- Buddy Hackett - Scuttle, un pescăruș, și unul dintre prietenii lui Ariel, care condimentează acțiunea filmului prin replici foarte amuzante și picante
- Ben Wright - Grimsby,confidentul și supusul prințului Eric
- Paddi Edwards- Flotsam și Jetsam, doi țipari, supuși de încredere ai Ursulei, prin ochii cărora vrăjitoarea controleză și vede tot ce se întâmplă în Atlantica
- Edie McClurg -Carlotta servitoarea, slujnica de nădejde ce slujește la curtea regală a prințului Eric
- Kimmy Robertsonși Caroline Vasicek, suroriile lui Ariel: Attina, Aquata, Andrina, Adella, Arista, și Alana.[16] și fetele marelui rege al măriilor, Triton
- Will Ryan- Harold căluțul de mare, sfetnicul regal al regelui Triton, cel care îl înștiințează pe Măria Sa, de tot ce se petrece în regat
- Frank Welker- Max, un ciobănesc german, și animalul de companie drag al prințului Eric
- Rene Auberjonois -Bucătarul Louis, bucătarul regal al prințului Eric și al Curții Regale
- Mark Hamill, Tim Curry și Hamilton Camp sunt vocile adițioanale din film.

## Dublajul în limba română
- Lara Ionescu - Prințesa Ariel
- Cristian Simion - Prințul Eric
- Corina Chiriac- Ursula[17]
- Valentin Teodosiu - Sebastian